# Bielec (Rudawy Janowickie)
 Bielec  (871 m n.p.m.) – wzniesienie w południowo-zachodniej Polsce, w Sudetach Zachodnich, w Rudawach Janowickich.
Wzniesienie położone w środkowej części Rudaw Janowickich, na zachód od Przełęczy Rędzińskiej, około 6,5 km na północny wschód od centrum Kowar.

## Opis
Bielec jest czwartym pod względem wysokości szczytem Rudaw Janowickich. Wyrasta w głównym grzbiecie tego pasma pomiędzy Dziczą Górą na północny a Skalnikiem na południowym zachodzie. Jest to bliźniacze wzniesienie Dziczej Góry, o kopulastym kształcie, w postaci rozległego masywu, o obszernej szczytowej wierzchowinie, z niewyraźnie zaznaczonym wierzchołkiem, o stromym zachodnim, wschodnim i południowym zboczu, które podkreślają wzniesienie w terenie. Północne zbocze jest prawie poziome.
Bielec ma złożoną budowę geologiczną. Zachodnie i północno-zachodnie zbocza zbudowane są z waryscyjskich granitów porfirowanych. Wierzchołek oraz zbocza wschodnie i południowo-wschodnie zbudowane są z proterozoicznych granitognejsów i gnejsów oczkowych, łupków łyszczykowych, z soczewami sylurskich amfibolitów i marmurów dolomitycznych.
Na południowym zboczu znajduje się kamieniołom dolomitu. Występuje tutaj dolomit, o zawartości tlenku magnezu przekraczającej 21%, oraz w mniejszej ilości takie minerały jak: serpentyn, chondrodyt, enstatyt, diopsyd, chryzotyl, anyolit, azuryt, chalkozyn, malachit, kupryt, granaty, hematyt, oliwin, sepiolit, antygoryt, talk, a w hornfelsach: petryt mikroklinowy.
Zbocza i szczyt w całości porasta nasadzony sztucznie w XIX wieku las świerkowy regla dolnego.
Wzniesienie i okoliczny teren mimo położenia na obszarze Rudawskiego Parku Krajobrazowego, należy do bardzo zdewastowanych w wyniku klęski ekologicznej i eksploatacji kamieniołomu.
W przeszłości wzniesienie nosiło nazwę: Röhr-Berg, Röhreberg, Röhrberg, Raszowiec

## Historia
We wcześniejszym okresie w masywie wzniesienia prowadzono poszukiwania złota, oraz wydobycie arsenu. W XIX w. złoża dolomitów eksploatowano metodą podziemną. Do 1925 r. czynny był szyb "Arnold". Kopalnie połączono kolejką linową z Pisarzowicami, która o długości ok. 4,3 km. stanowiła w owym czasie jedno z najdłuższych urządzeń transportowych w Sudetach. W związku działalnością górniczą powstały osiedla górnicze w Rędzinach i Dolomitach. W latach 50. XX wieku kopalnię rozbudowano przechodząc na wydobycie odkrywkowe. W latach 60. XX wieku rozebrano kolejkę linową.

## Turystyka
- będący częścią międzynarodowego szlaku pieszego E3 prowadzi zachodnim zboczem wzniesienia i przebiega przez Skalnik – Dzicza Góra – Wołek[1].

Na szczyt nie prowadzi żadna ścieżka. Północno-zachodnim zboczem ok. 50 m poniżej szczytu, górę trawersuje Grzbietowa Droga prowadząca  z Polany Mniszkowskiej do Rędzin. Częściowo drogą tą prowadzi  niebieski szlak turystyczny przechodzący przez Wołek i Skalnik.